# Strychnos cerradoensis
Strychnos cerradoensis är en tvåhjärtbladig växtart som beskrevs av Krukoff och Barneby. Strychnos cerradoensis ingår i släktet Strychnos och familjen Loganiaceae. Inga underarter finns listade i Catalogue of Life.